# Tuuslar
Tuuslar è un personaggio della mitologia estone.

## Il mito
La sua figura viene descritta nel Kalevipoeg come un mago potentissimo in grado di controllare gli elementi del cielo e della terra.
L'episodio che lo vede partecipe è quello relativo al rapimento di Linda: quest'ultima, rimasta vedova con tre figli, era assillata da molti pretendenti puntualmente respinti a cui un giorno si aggiunse Tuuslar che, a differenza degli altri, non accettò il rifiuto e una volta scacciato meditò vendetta.
Dopo alcuni anni di attesa, approfittando dell'assenza dei figli di Linda andati a caccia, Tuuslar penetrò nella sua dimora (in Estonia) e la rapì senza badare alle sue preghiere e alle sue urla di esser lasciata libera. Allontanatosi dalla casa e vedendosi perduta Linda invocò il cielo e il dio Ukko, impietosito, scagliò un fulmine contro Tuuslar che cadde a terra tramortito. Al suo risveglio ebbe un'amara sorpresa: la preda del suo ratto era diventata una roccia prospiciente il mare.

Nel frattempo i figli, tornati dalla battuta, si resero conto che la madre era stata rapita e si misero a cercarla, Kalevipoeg, dopo aver chiesto consiglio al padre sulla sua tomba, si gettò in mare e nuotò fino alle coste della Finlandia dove, dopo aver percorso molta strada tra monti e valli, giunse nel covo di Tuuslar.
Questi, terrorizzato dalla sua visione, gli lanciò contro una serie di incantesimi che sortirono ben poco effetto: infatti il giovane, dotato di forza sovrumana, spazzò via tutti i nemici con una quercia testé sradicata. Il mago, a questo punto, tentò la carta pietistica: si prostrò ai piedi del ragazzo implorandolo di risparmiarlo ma quest'ultimo, furioso per la sparizione di sua madre, gli spaccò la testa con la quercia.

## Affinità
Tuuslar, in veste di rapitore, presenta analogie con personaggi di differenti mitologie come Apollo (nell'episodio del rapimento di Dafne) o del più "conterraneo" Väinämöinen (seduzione di Aino); in tutti i casi, infatti, il denominatore comune dell'esito dei loro atti è la trasformazione della preda in un elemento naturale.